# 横浜藤沢線
横浜藤沢線（よこはまふじさわせん）は、神奈川県横浜市の環状2号線と神奈川県藤沢市鵠沼海岸の国道134号をつなぐ都市計画道路。
国道1号線の代替機能を有しており、渋滞緩和や緊急輸送道路の確保、横浜市の南部地域から、横浜の都心、鎌倉市域及び藤沢市域へのアクセス機能の向上が見込まれている。
また、横浜湘南道路、横浜環状南線と栄IC・JCTで接続することで圏央道や首都高湾岸線、横浜横須賀道路等とのアクセス機能が向上する。

## 概要
本路線は横浜市3環状10放射道路ネットワークのうちの1つに位置づけられており、市南西部において3環状道路の環状2号線・環状3号線・環状4号線を接続する放射路線である。市内の主要幹線道路として、重点的に整備が進められている。
都市計画法に基づく名称は「横浜国際港都建設計画道路3・2・1号横浜藤沢線」、「鎌倉都市計画道路3・2・1号横浜藤沢線」、「藤沢都市計画道路3・3・2号横浜藤沢線」である。
1998年（平成10年）6月16日に地域高規格道路の候補路線に指定された。
1957年（昭和32年）に計画されて以来、60年以上経った現在も全線開通の目処は立っていないが、横浜市営地下鉄ブルーライン上永谷駅の南西側（上永谷舞岡地区）では同じく都市計画道路の桂町戸塚遠藤線に接続するための整備が進められており、この部分については2025年（令和7年）度の完成予定となっている。
2019年現在、起点 - 舞岡上郷線交点間、鎌倉市関谷 - 藤沢市川名間が供用済みである。また、鎌倉市および藤沢市内の供用済み区間は「神奈川県道312号田谷藤沢線」に指定されている。
2022年（令和4年）4月より国土交通省の重要物流道路に指定された。

## 路線データ
- 総延長 約14,300m
  - 横浜市域 約7,300m
  - 鎌倉市域 約1,300m
  - 藤沢市域 約5,700m
- 起点 - 横浜市港南区丸山台一丁目 環状2号線
- 終点 - 藤沢市鵠沼海岸一丁目 国道134号
- 幅員 - 32.0m（6車線）又は25.0m（4車線）

## 通過地
- 横浜市
  - 港南区
    - 丸山台
      - 環状2号線
      - 都市計画道路舞岡上郷線

    - 上永谷町
      - 舞岡第331号線
      - 上永谷戸塚線（廃止）[4]

  - 戸塚区
    - 舞岡町
      - 都市計画道路桂町戸塚遠藤線

    - 下倉田町
      - 環状3号線

  - 栄区
    - 飯島町
      - 飯島第121号線
      - 戸塚大船線
      - 神奈川県道203号大船停車場矢部線（都市計画道路下永谷大船線）
      - C4 (一部E66) 首都圏中央連絡自動車道（横浜湘南道路）・横浜環状南線：栄IC/JCT
      - 環状4号線
- 鎌倉市
  - 関谷
    - 神奈川県道402号阿久和鎌倉線：関谷インターチェンジ
- 藤沢市
  - 柄沢
    - 神奈川県道302号小袋谷藤沢線
    - 藤沢村岡線

  - 川名
    - 神奈川県道32号藤沢鎌倉線

  - 片瀬
    - 国道467号藤沢町田線
    - 片瀬辻堂線

  - 鵠沼海岸
    - 国道134号

## 交差する鉄道・河川
- 横浜市営地下鉄ブルーライン
- 横須賀線
- 湘南新宿ライン
- 東海道線（上野東京ライン）
- 柏尾川
- 大面川
- 江ノ島電鉄線
- 境川
- 小田急江ノ島線

## 沿線構造物
- 上永谷駅（横浜市営地下鉄ブルーライン）
- 神奈川県立野庭高等学校（2003年4月に併合）
- 上永谷配水池（水道局施設）
- 横浜市立日限山中学校
- 舞岡公園
- 飯島市民の森
- 住友電気工業 横浜製作所
- 関谷陸橋（神奈川県道402号阿久和鎌倉線・関谷インターチェンジ）
- 神奈川県立鎌倉支援学校
- オリンピック 藤沢店
- 川名清水谷戸
- 片瀬山北公園
- 藤沢警察署 片瀬山駐在所

## 整備事業
上永谷地区
- 区間：港南区丸山台四丁目～上永谷町
- 事業年度：平成元年度～令和7年度（延伸予定）
- 規模：延長920ｍ、幅員32～48ｍ

舞岡上郷線（天谷大橋際交差点）から水道局施設の上永谷配水池までとの立体交差までの区間。
平成19年度から整備を進めていた「ひまわり歩道橋」が平成21年7月1日から暫定供用され、野庭地区と日限山地区を繋いでいる。
2023年（令和5年）1月16日に開催された横浜市公共事業評価委員会に係る道路部会にて、都市計画道路羽沢池辺線、上永谷舞岡地区とともに議事にあげられ、事業年度や予算などの再評価が行われた。

上永谷舞岡地区
- 区間：港南区上永谷町～戸塚区舞岡町
- 事業年度：平成8年度～令和7年度（延伸予定）
- 規模：延長990ｍ、幅員32ｍ

上永谷配水池から桂町戸塚遠藤線までの区間。
横浜市立日限山中学校の脇にランプ橋が設置されているが、元々は上永谷戸塚線（廃止）の始点になる予定であった。

田谷小雀地区
- 区間：栄区長尾台町～横浜・鎌倉市境（戸塚区小雀町）
- 事業年度：平成14年度～令和10年度
- 規模：延長約1,420ｍ、標準幅員32～38ｍ

栄IC/JCTの真下を通過し、田谷交差点で環状4号線と交差する。
横浜湘南道路および横浜環状南線の開通に合わせて工事が進められている。

関谷工区
- 区間：横浜・鎌倉市境（鎌倉市関谷)～関谷陸橋付近
- 事業年度：平成21年度～令和7年度
- 規模：600m

道路を6車線に拡張する事業が行われている。

川名工区（調査区間）
- 区間：県道32号（藤沢鎌倉線） ～ 国道467号（藤沢町田線）

- 規模：延長約1,800ｍ

片瀬山や川奈緑地などの自然、および住宅街が多く存在しており、事業影響（振動や騒音、地下水の流出など）の検討および評価、地元住民との意見交換会などが行われている。
片瀬山1丁目と2丁目の境界に住宅のないエリアがあるが、それがこの道路の予定地である。

片瀬工区（事業化検討箇所）
- 区間： 国道467号（藤沢町田線）～ 国道134号

- 規模：延長約1,200ｍ

境川を越えて鵠沼海岸へと至る区間。2022年時点で事業用地なども見られない。
国道134号線・中部駐車場前信号のすぐ東側が終点となる。